# Danh sách xã thuộc tỉnh Vĩnh Long
Tính đến ngày 1 tháng 11 năm 2024, tỉnh Vĩnh Long có 102 đơn vị hành chính cấp xã, trong đó có 83 xã.
Dưới đây là danh các xã thuộc tỉnh Vĩnh Long hiện nay.
| Xã               | Trực thuộc       | Diện tích (km²) | Dân số (người) | Mật độ dân số (người/km²) | Thành lập |
| ---------------- | ---------------- | --------------- | -------------- | ------------------------- | --------- |
| An Bình          | Huyện Long Hồ    |                 |                |                           |           |
| An Phước         | Huyện Mang Thít  |                 |                |                           |           |
| Bình Hòa Phước   | Huyện Long Hồ    |                 |                |                           |           |
| Bình Ninh        | Huyện Tam Bình   |                 |                |                           |           |
| Bình Phước       | Huyện Mang Thít  |                 |                |                           |           |
| Chánh An         | Huyện Mang Thít  |                 |                |                           |           |
| Đông Bình        | Thị xã Bình Minh | 10,1            |                |                           |           |
| Đồng Phú         | Huyện Long Hồ    |                 |                |                           |           |
| Đông Thành       | Thị xã Bình Minh | 16,3            |                |                           |           |
| Đông Thạnh       | Thị xã Bình Minh | 14,02           |                |                           |           |
| Hậu Lộc          | Huyện Tam Bình   |                 |                |                           |           |
| Hiếu Nghĩa       | Huyện Vũng Liêm  |                 |                |                           |           |
| Hiếu Nhơn        | Huyện Vũng Liêm  |                 |                |                           |           |
| Hiếu Phụng       | Huyện Vũng Liêm  |                 |                |                           |           |
| Hiếu Thành       | Huyện Vũng Liêm  |                 |                |                           |           |
| Hiếu Thuận       | Huyện Vũng Liêm  |                 |                |                           |           |
| Hòa Bình         | Huyện Trà Ôn     |                 |                |                           |           |
| Hòa Hiệp         | Huyện Tam Bình   |                 |                |                           |           |
| Hòa Lộc          | Huyện Tam Bình   |                 |                |                           |           |
| Hòa Ninh         | Huyện Long Hồ    |                 |                |                           |           |
| Hòa Phú          | Huyện Long Hồ    |                 |                |                           |           |
| Hòa Thạnh        | Huyện Tam Bình   |                 |                |                           |           |
| Hòa Tịnh         | Huyện Mang Thít  |                 |                |                           |           |
| Hựu Thành        | Huyện Trà Ôn     |                 |                |                           |           |
| Loan Mỹ          | Huyện Tam Bình   |                 |                |                           |           |
| Long An          | Huyện Long Hồ    |                 |                |                           |           |
| Long Mỹ          | Huyện Mang Thít  |                 |                |                           |           |
| Long Phú         | Huyện Tam Bình   |                 |                |                           |           |
| Long Phước       | Huyện Long Hồ    |                 |                |                           |           |
| Lộc Hòa          | Huyện Long Hồ    |                 |                |                           |           |
| Lục Sĩ Thành     | Huyện Trà Ôn     |                 |                |                           |           |
| Mỹ An            | Huyện Mang Thít  |                 |                |                           |           |
| Mỹ Hòa           | Thị xã Bình Minh | 23,45           |                |                           |           |
| Mỹ Lộc           | Huyện Tam Bình   |                 |                |                           |           |
| Mỹ Phước         | Huyện Mang Thít  |                 |                |                           |           |
| Mỹ Thạnh Trung   | Huyện Tam Bình   |                 |                |                           |           |
| Mỹ Thuận         | Huyện Bình Tân   |                 |                |                           |           |
| Ngãi Tứ          | Huyện Tam Bình   |                 |                |                           |           |
| Nguyễn Văn Thảnh | Huyện Bình Tân   |                 |                |                           |           |
| Nhơn Bình        | Huyện Trà Ôn     |                 |                |                           |           |
| Nhơn Phú         | Huyện Mang Thít  |                 |                |                           |           |
| Phú Lộc          | Huyện Tam Bình   |                 |                |                           |           |
| Phú Quới         | Huyện Long Hồ    |                 |                |                           |           |
| Phú Thành        | Huyện Trà Ôn     |                 |                |                           |           |
| Phú Thịnh        | Huyện Tam Bình   |                 |                |                           |           |
| Phước Hậu        | Huyện Long Hồ    |                 |                |                           |           |
| Quới An          | Huyện Vũng Liêm  |                 |                |                           |           |
| Quới Thiện       | Huyện Vũng Liêm  |                 |                |                           |           |
| Song Phú         | Huyện Tam Bình   |                 |                |                           |           |
| Tân An Hội       | Huyện Mang Thít  |                 |                |                           |           |
| Tân An Luông     | Huyện Vũng Liêm  |                 |                |                           |           |
| Tân An Thạnh     | Huyện Bình Tân   |                 |                |                           |           |
| Tân Bình         | Huyện Bình Tân   |                 |                |                           |           |
| Tân Hạnh         | Huyện Long Hồ    |                 |                |                           |           |
| Tân Long         | Huyện Mang Thít  |                 |                |                           |           |
| Tân Long Hội     | Huyện Mang Thít  |                 |                |                           |           |
| Tân Lộc          | Huyện Tam Bình   |                 |                |                           |           |
| Tân Lược         | Huyện Bình Tân   |                 |                |                           |           |
| Tân Mỹ           | Huyện Trà Ôn     |                 |                |                           |           |
| Tân Phú          | Huyện Tam Bình   |                 |                |                           |           |
| Tân Quới Trung   | Huyện Vũng Liêm  |                 |                |                           |           |
| Tân Thành        | Huyện Bình Tân   |                 |                |                           |           |
| Thanh Bình       | Huyện Vũng Liêm  |                 |                |                           |           |
| Thanh Đức        | Huyện Long Hồ    |                 |                |                           |           |
| Thành Lợi        | Huyện Bình Tân   |                 |                |                           |           |
| Thạnh Quới       | Huyện Long Hồ    |                 |                |                           |           |
| Thành Trung      | Huyện Bình Tân   |                 |                |                           |           |
| Thới Hòa         | Huyện Trà Ôn     |                 |                |                           |           |
| Thuận An         | Thị xã Bình Minh | 20,04           |                |                           |           |
| Thuận Thới       | Huyện Trà Ôn     |                 |                |                           |           |
| Tích Thiện       | Huyện Trà Ôn     |                 |                |                           |           |
| Trà Côn          | Huyện Trà Ôn     |                 |                |                           |           |
| Trung An         | Huyện Vũng Liêm  |                 |                |                           |           |
| Trung Chánh      | Huyện Vũng Liêm  |                 |                |                           |           |
| Trung Hiệp       | Huyện Vũng Liêm  |                 |                |                           |           |
| Trung Hiếu       | Huyện Vũng Liêm  |                 |                |                           |           |
| Trung Ngãi       | Huyện Vũng Liêm  |                 |                |                           |           |
| Trung Nghĩa      | Huyện Vũng Liêm  |                 |                |                           |           |
| Trung Thành      | Huyện Vũng Liêm  |                 |                |                           |           |
| Trung Thành Đông | Huyện Vũng Liêm  |                 |                |                           |           |
| Trung Thành Tây  | Huyện Vũng Liêm  |                 |                |                           |           |
| Vĩnh Xuân        | Huyện Trà Ôn     |                 |                |                           |           |
| Xuân Hiệp        | Huyện Trà Ôn     |                 |                |                           |           |